# Zdenko Vukasović
Zdenko Vukasović (Spalato, 19 settembre 1941 – Spalato, 21 maggio 2021) è stato un calciatore jugoslavo, di ruolo portiere.

## Carriera
Cresciuto nella giovanili dell'Hajduk Spalato iniziò la carriera agonistica nell'altra squadra cittadina, il RNK Spalato. Difese i pali dei Crveni nella massima divisione jugoslava nella stagione 1960-1961 alla fine della quale venne retrocessa la squadra spalatina. Nel 1962 Vukasović ritornò all'Hajduk Spalato con il quale fece il suo debutto in Coppa di Jugoslavia il 22 aprile 1964, nella partita casalinga contro la Stella Rossa. Nel 1965 si trasferì in Belgio dove indossò la maglie del Gent, dell'Anderlecht con il quale vinse un campionato belga, del Cercle Bruges e del Lokeren con cui si ritirò nel 1978.

## Palmarès

### Competizioni nazionali
- Campionato belga: 1

RSC Anderlechtois: 1967-1968
- Tweede klasse: 1

Cercle Bruges: 1970-1971